# Coelosia gracilis
Coelosia gracilis är en tvåvingeart som beskrevs av Oskar Augustus Johannsen 1912. Coelosia gracilis ingår i släktet Coelosia och familjen svampmyggor.
Artens utbredningsområde är British Columbia. Inga underarter finns listade i Catalogue of Life.